# YouTube Studio
YouTube Studio, раніше відома як YouTube Creator Studio — платформа, створена американською платформою для обміну відео YouTube. YouTube Studio дозволяє творцям вмісту контролювати свою онлайн-присутність на YouTube, розширювати свій канал, кількісно оцінювати залучення аудиторії свого каналу та потенційно заробляти гроші.

## Історія
У 2005 році YouTube представив класичну Творчу студію. У 2019 році YouTube Studio була суттєво оновлена, щоб вона відповідала інтерфейсу Google Material Design.
До листопада 2019 року доступ до класичної Творчої студії поступово припинявся на користь оновленої та перейменованої «YouTube Studio», яка замінить приблизно 150 000 творців, які покладалися на неї. Кількість каналів YouTube, на які вплинуло це коригування, зросла з 1 % у січні 2020 року до 10 % у лютому 2020 року та до 100 % у квітні 2020 року

## Особливості
Мобільний додаток YouTube Studio та комп'ютерна програма мають налаштовані та персоналізовані функції, які відрізняються від творця до творця, каналу до каналу та країни до країни.

### Панель приладів
На цій вкладці користувачі можуть знайти найновіші новини, різноманітну аналітику каналів, останніх підписників, відео Creator Insider, картку для пропозицій щодо каналів, останні коментарі, останні оновлення YouTube Studio та відомі проблеми YouTube Studio.

### Зміст
У цій області користувач може перевіряти та/або фільтрувати звичайні відео, YouTube Shorts або прямі трансляції. Відео та інформація про них також розміщено в таблиці. Наводячи курсор на рядок, творець може переглядати широкий спектр опцій, зокрема змінювати відео, рекламувати його, переглядати статистику тощо. Видимість відео (загальнодоступне, закрите чи приватне), доступні обмеження (претензія щодо авторських прав), дата публікації, кількість переглядів, кількість коментарів і співвідношення оцінок «подобається-не подобається» — це додаткові відомості, розташовані в стовпцях.

### Аналітика
На цій вкладці відображаються різні аналітичні дані каналу, включаючи перегляди, дані про підписку, статистику в реальному часі/в прямому ефірі, статистику продуктивності відео та інформацію про останнє відео. Додаткові вкладки для аналітики каналу включають вкладки для охоплення (покази, покази через рейтинг кліків, перегляди, унікальні глядачі тощо), залучення (тривалість перегляду в годинах, середня тривалість перегляду тощо) та аудиторії (унікальні глядачі, середні перегляди) на глядача, передплатників тощо). Як більш точний спосіб перегляду кількості підписників без короткого оновлення кількості підписників, вкладка також відображає кількість підписників у реальному часі.

### Авторське право
На цій вкладці YouTube Studio автори можуть керувати порушенням авторських прав на свій вміст, надсилаючи новий запит на видалення, активно перевіряючи, який вміст завантажили інші творці, зв'язуючись з іншими творцями за допомогою повідомлень або за допомогою багатьох інших функцій, наданих YouTube.

### Списки відтворення
Загальнодоступні, приватні та приватні списки відтворення можна переглядати та редагувати на цій сторінці, але лише за межами YouTube Studio. У списках відтворення можна редагувати мініатюру, назву, видимість, опис і додавання та/або видалення певних відео.

### Монетизація
Творець може монетизувати будь-яке відео, додаючи рекламу, щоб отримувати прибуток від перегляду користувачами. Попри те, що ця опція доступна для всіх каналів, не всі канали можуть отримати доступ до монетизації, оскільки для цього канал має відповідати певним критеріям, зокрема мати 1000 учасників і одну з таких вимог: 4000 годин публічного перегляду за попередній рік або 10 мільйонів YouTube Перегляди коротких відео за останні 90 днів.

### Субтитри
За допомогою цієї вкладки можна редагувати субтитри для всіх завантажених користувачами відео. Можна активувати або вимикати внески спільноти, і якщо це ввімкнено, будь-який користувач зможе надавати власні субтитри до певних відео, призначених творцем.

### Налаштування
Ця вкладка дозволяє творцям налаштовувати свої канали YouTube, додаючи трейлери каналів, до десяти рекомендованих розділів і рекомендованих каналів, змінюючи зображення свого профілю, додаючи зображення банера, додаючи водяний знак відео, додаючи опис свого каналу, додаючи посилання на свій канал і додавши свою контактну інформацію.

### Музична бібліотека
Коли творець натискає на цю вкладку, він переходить за зовнішнім посиланням, яке містить довгий список авторських гонорарів і музики без авторських прав, яку вони можуть використовувати для зміни відео на своєму каналі.

### Налаштування
На цій вкладці творці можуть керувати налаштуваннями свого каналу YouTube, загальними налаштуваннями, дозволами, завантаженнями за умовчанням, спільнотою та угодами.